# Sander Smit
Sander Smit (ur. 29 lipca 1985 w m. Goor) – holenderski polityk, poseł do Parlamentu Europejskiego X kadencji.

## Życiorys
Studiował administrację publiczną na Universiteit Twente. Był działaczem Apelu Chrześcijańsko-Demokratycznego, do 2014 pełnił funkcję radnego gminy Hof van Twente. W tym samym roku został doradcą europosłanki Annie Schreijer-Pierik. Stanowisko to zajmował do 2022. Prowadził następnie działalność doradczą dotyczącą relacji w środowisku biznesowym. Współtworzył wydaną w 2022 publikację Stikstof: van technocratische tunnelvisie naar realistisch rentmeesterschap, w której krytykowano prowadzoną ówcześnie politykę azotową. W 2023 został doradcą partii BoerBurgerBeweging do spraw europejskich. Otrzymał pierwsze miejsce na liście tego ugrupowania w wyborach europejskich w 2024; w wyniku głosowania uzyskał mandat deputowanego do PE X kadencji.